# Medium, Rare and Remastered
Albums de U2
U218 Singles
(2006) No Line on the Horizon
(2009)
Medium, Rare and Remastered est une compilation du groupe U2 sortie en 2009. Elle rassemble des titres rares et remastérisés, ainsi qu'une reprise du titre Neon Lights du groupe allemand Kraftwerk.

## Liste des titres
Toutes les chansons sont écrites et composées par U2, sauf Smile (U2 et Simon Carmody), Beautiful Ghost/Introduction to Songs of Experience (paroles de William Blake), Jesus Christ (Guthrie Boisé).
| 1.    | Levitate                                                      | tiré des sessions d'enregistrement de All That You Can't Leave Behind           | 5:09 |
| 2.    | Love You Like Mad                                             | tiré des sessions d'enregistrement de All That You Can't Leave Behind           | 4:19 |
| 3.    | Smile                                                         | tiré des sessions d'enregistrement de How to Dismantle an Atomic Bomb           | 3:18 |
| 4.    | Flower Child                                                  | tiré des sessions d'enregistrement de All That You Can't Leave Behind           | 4:56 |
| 5.    | Beautiful Ghost/Introduction to Songs of Experience           | tiré des sessions d'enregistrement de The Joshua Tree                           | 3:55 |
| 6.    | Jesus Christ                                                  | tiré des sessions d'enregistrement au Sun Studio de Memphis pour Rattle and Hum | 3:14 |
| 7.    | Xanax and Wine                                                | tiré des sessions d'enregistrement de How to Dismantle an Atomic Bomb           | 4:39 |
| 8.    | All Because of You (version alternative)                      |                                                                                 | 3:36 |
| 9.    | Native Son                                                    | tiré des sessions d'enregistrement de How to Dismantle an Atomic Bomb           | 3:10 |
| 10.   | Yahweh (version alternative)                                  |                                                                                 | 4:32 |
| 11.   | Sometimes You Can't Make It on Your Own (version alternative) |                                                                                 | 5:31 |
| 46:18 |                                                               |                                                                                 |      |

Toutes les chansons sont écrites et composées par U2, sauf Neon Lights (Karl Bartos, Ralf Huetter et Florian Schneider).
| CD 2  | CD 2                                 | CD 2                                                        | CD 2  | CD 2 | CD 2 | CD 2 | CD 2 | CD 2 | CD 2 |
| No    | Titre                                | Note                                                        | Durée |      |      |      |      |      |      |
| ----- | ------------------------------------ | ----------------------------------------------------------- | ----- | ---- | ---- | ---- | ---- | ---- | ---- |
| 1.    | Saturday Night                       | titré de la version remastérisée de l'album Boy             | 5:12  |      |      |      |      |      |      |
| 2.    | Trash, Trampoline and the Party Girl | titré de la version remastérisée de l'album October         | 2:36  |      |      |      |      |      |      |
| 3.    | Angels Too Tied to the Ground        | titré de la version remastérisée de l'album War             | 3:35  |      |      |      |      |      |      |
| 4.    | Wave of Sorrow (Birdland)            | titré de la version remastérisée de l'album The Joshua Tree | 4:07  |      |      |      |      |      |      |
| 5.    | Always                               | face B du single de Beautiful Day                           | 3:49  |      |      |      |      |      |      |
| 6.    | Summer Rain                          | face B du single de Beautiful Day                           | 4:08  |      |      |      |      |      |      |
| 7.    | Big Girls are Best                   | face B du single de Stuck in a Moment You Can't Get Out Of  | 3:37  |      |      |      |      |      |      |
| 8.    | Fast Cars (Jacknife Lee Remix)       | face B du single de Sometimes You Can't Make It on Your Own | 3:30  |      |      |      |      |      |      |
| 9.    | Neon Lights                          | face B du single de Vertigo                                 | 4:07  |      |      |      |      |      |      |
| 34:41 |                                      |                                                             |       |      |      |      |      |      |      |